# Ivan Utrobin
Ivan Stepanovič Utrobin (in russo Иван Степанович Утробин?; 10 marzo 1934 – 25 giugno 2020) è stato un fondista sovietico.

## Palmarès

### Olimpiadi invernali
- Bronzo a Innsbruck 1964 nella staffetta 4x10 km.

### Mondiali
- Bronzo a Zakopane 1962 nella staffetta 4x10 km.